# C/1996 B2 (Hyakutake)
Pour les articles homonymes, voir comète Hyakutake.

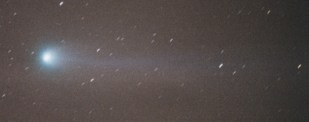
La comète Hyakutake telle qu'on pouvait la voir depuis la Terre lors de son passage.

C/1996 B2 (Hyakutake) est une comète à longue période, qui fut visible à l'œil nu et devint une grande comète en 1996.

## Histoire
Elle a été découverte le 30 janvier 1996 par un astronome amateur, Yuji Hyakutake, à l'aide de jumelles 25x150. Elle était au plus proche de la Terre à environ 0,109 unités astronomiques (UA), soit approximativement 16 millions de kilomètres, en mars 1996. Elle était alors visible à l'œil nu dans l'hémisphère nord. Elle atteignit son périhélie le 1er mai 1996.
On l'a surnommé la grande comète de 1996. Son passage au voisinage de la Terre fut l'un des plus rasants des 200 dernières années. Hyakutake apparaissait très brillante dans le ciel nocturne et elle a largement été observée tout autour du monde. La comète a temporairement éclipsé la comète Hale-Bopp, qui se rapprochait elle-même du système solaire interne à cette époque.
Les observations scientifiques de la comète ont conduit à plusieurs découvertes. Pour des scientifiques spécialistes des comètes, la découverte de l'émission de rayons X constitua une forte surprise. On pense qu'elle était causée par les particules de vent solaire ionisées en interaction avec les atomes neutres de sa coma. La sonde spatiale Ulysses croisa inopinément la queue de la comète à une distance de plus de 500 millions de kilomètres, démontrant qu'Hyakutake s'accompagnait de la plus longue queue connue pour une comète.
Hyakutake est une comète à longue période. Avant son dernier passage dans le système solaire, sa période orbitale était d'à peu près 17 000 ans,, mais les perturbations gravitationnelles subies à son passage près des différents corps du système solaire l'ont augmenté à 70 000 ans,.
Les observations terrestres ont permis de découvrir la présence dans la comète d'éthane et de méthane. L'observation de ces gaz dans la queue d'une comète constitua également une première scientifique.

## Découverte
La comète a été découverte le 31 janvier 1996 par Yuji Hyakutake, un astronome amateur du sud du Japon.
Il avait cherché des comètes pendant des années, et il avait déménagé pour la Préfecture de Kagoshima en partie pour bénéficier des ciels sombres de ses zones rurales. Il utilisait de puissantes jumelles avec des lentilles de 150 mm pour observer le ciel la nuit de sa découverte
Cette comète était en réalité la seconde comète Hyakutake ; celui-ci avait déjà découvert la comète C/1995 Y1 plusieurs semaines auparavant.
Lors d'une nouvelle observation de cette première comète (qui ne devint jamais visible à l'œil nu), et du ciel alentour, Hyakutake fut surpris d'observer une autre comète occupant approximativement la même position. Croyant à peine à une nouvelle découverte si rapide après la première, Hyakutake rendit compte de son observation à l'Observatoire astronomique national du Japon le lendemain matin.
Plus tard dans la journée, la découverte fut confirmée par des observations indépendantes.
Au moment de sa découverte, la comète brillait avec une magnitude apparente de 11,0 et avait une coma d'approximativement 2,5 minutes d'arc. Elle se situait à une distance approximative au Soleil de 2 UA.
On retrouva plus tard une image antérieure à la découverte, sur une photo prise le 1er janvier, lorsque la comète se situait aux alentours de 2,4 UA du Soleil et qu'elle avait une magnitude de 13,3.

## Orbite

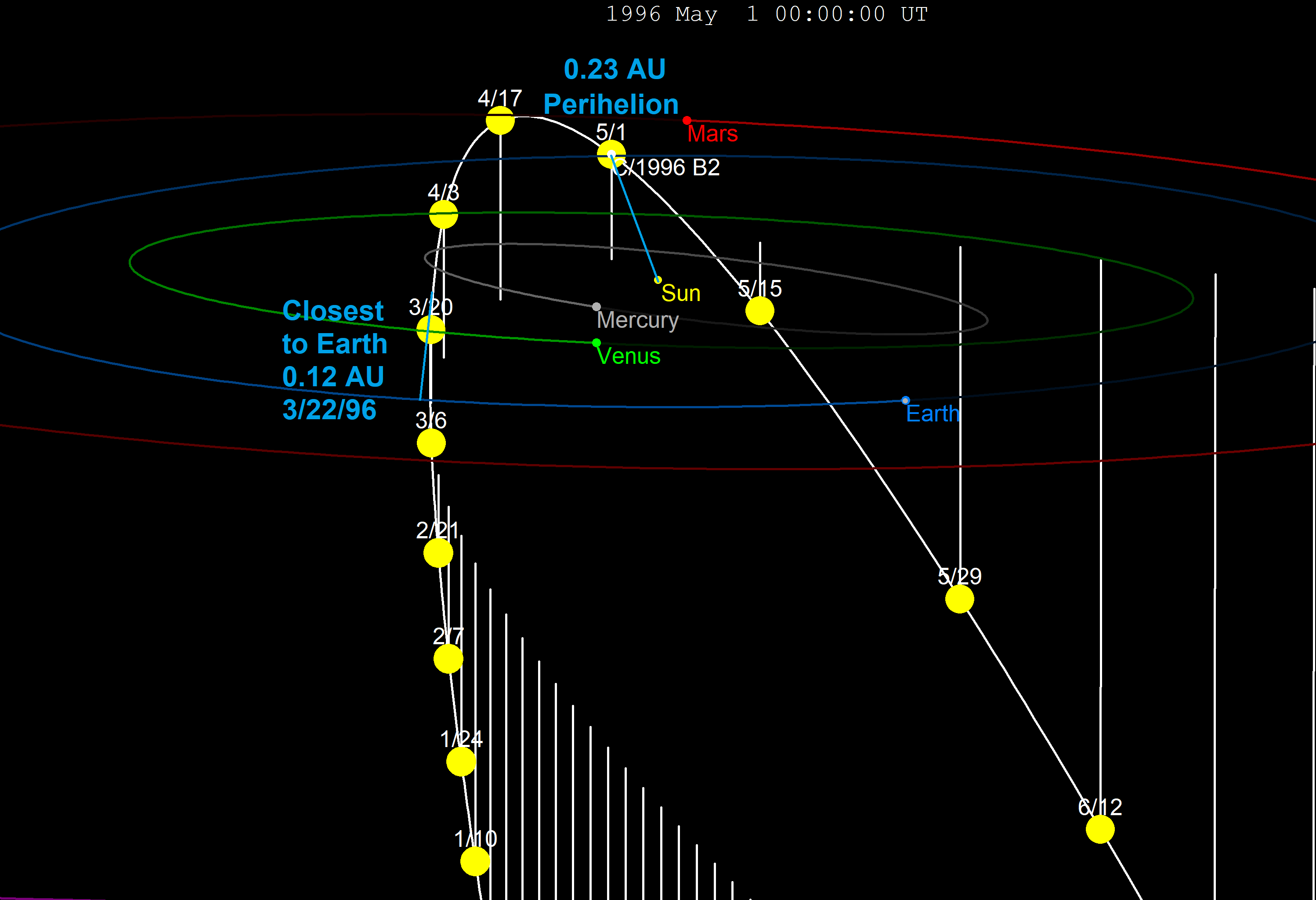
Trajectoire de la comète C/1996 B2 (Hyakutake) à travers le système solaire interne, daté au 1 Mai 1996, l'image de l'orbite dans le système solaire représente les étapes du passage de la comète sur les 5 premier mois de l'année 1996, entre le 10 janvier 1996 et le 12 juin 1996. La trajectoire de la comète présente une forte inclinaison, elle est représentée par des lignes verticales projetant les positions de la comète sur l'écliptique..

Notes sur le demi grand-axe et sur l'aphélie.
Ayant fait les premiers calculs de son orbite, les astronomes réalisèrent qu'elle allait passer à 0,1 UA de la Terre le 25 mars.
Seules quatre comètes étaient passées plus près au cours du siècle  précédent.
On discutait déjà de la comète Hale-Bopp comme d'une possible "Grande comète" ; la communauté astronomique réalisa alors que Hyakutake pouvait également devenir spectaculaire du fait de sa proximité.
De plus, l'orbite de la comète montrait que son dernier passage dans le système solaire interne remontait à 17 000 ans approximativement. Du fait que la comète était déjà passée à proximité immédiate du Soleil à plusieurs reprises avant, l'approche de 1996 ne constituerait pas un voyage inaugural en provenance du Nuage d'Oort, l'endroit d'où proviennent les comètes dont les périodes orbitales se comptent en millions d'années. Les comètes qui pénètrent le système solaire interne pour la première fois peuvent se mettre à briller rapidement avant de pâlir en s'approchant du Soleil, lorsque s'évapore une couche de matériaux très volatile. Ce fut le cas de la Comète Kohoutek en 1973. Elle fut initialement présentée comme potentiellement très spectaculaire, mais ne se révéla que modérément brillante. Des comètes plus vieilles obéissent à un schéma d'éclat plus marqué. Ainsi, tout indiquait que la comète Hyakutake serait brillante.
En plus de s'approcher très près de la Terre, la comète allait également être visible la nuit aux observateurs situés dans l'hémisphère Nord, lors de son rapprochement maximum, à cause de son parcours passant à proximité de l'Étoile polaire. Cela constituerait un évènement inhabituel, parce que la plupart des comètes, au maximum de leur éclat, sont situées à proximité du Soleil, ce qui les empêche d'apparaître dans un ciel complètement sombre.

## Passage près de la Terre

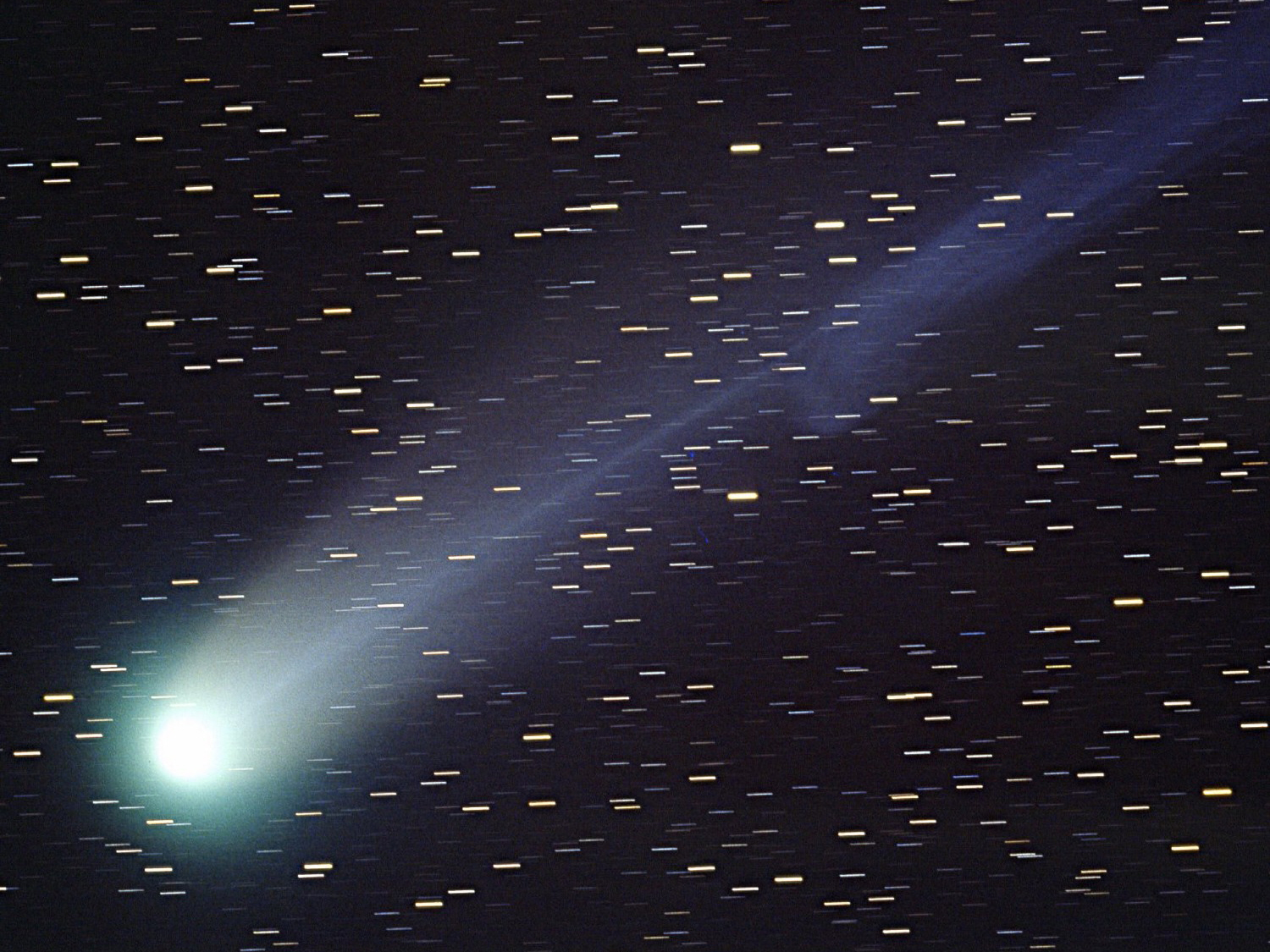
La comète Hyakutake le 25 mars 1996, date de son rapprochement maximum de la Terre.

Hyakutake devint visible à l'œil nu au début de mars 1996. À la mi-mars, elle était encore à peine remarquable en pratique, avec une magnitude apparente de 4  et une queue longue de l'ordre de 5 degrés. Elle devint rapidement plus brillante avec son approche maximum de la Terre, et sa queue se rallongea. Le  24 mars, la comète constituait l'un des objets les plus brillants du ciel, et sa queue s'étirait sur 35 degrés. Elle était d'une couleur nettement bleu-vert.
Le rapprochement maximum se produisit le 25 mars. Hyakutake se déplaçait si rapidement dans le ciel nocturne que son mouvement par rapport aux étoiles était perceptible en seulement quelques minutes. Elle parcourait l'équivalent du diamètre d'une Pleine Lune (1/2 degré) en seulement 30 minutes. Les observateurs estimèrent sa magnitude approximativement à 0 et des longueurs de queue de 80 degrés furent signalées.
Pour les observateurs des latitudes proches de 45° nord, sa queue maintenant proche du zénith avait une largeur de 1,5 à 2 degrés, presque 4 fois le diamètre de la Pleine Lune. Même à l'œil nu, la tête de la comète apparaissait distinctement verte du fait de la forte émission de carbone diatomique (C2).
Comme Hyakutake ne brilla à son maximum que pendant quelques jours, elle n'eut pas le temps de pénétrer autant dans l'imagination du public que le fit la comète Hale-Bopp l'année suivante. En particulier, de nombreux observateurs européens ne furent pas en mesure de voir la comète à son maximum d'éclat du fait de conditions météo défavorables.

## Passage au périhélie
Après son passage rapproché au large de la Terre, la comète pâlit jusqu'à peu près la magnitude 2. Elle atteignit le périhélie le 1er mai 1996, s'éclairant à nouveau et montrant une queue de poussière en plus de la queue de gaz vue lorsqu'elle croisa la Terre. À ce moment-là, elle était très proche du Soleil et difficile à voir. Le satellite d'observation solaire SoHO observa son passage au périhélie en même temps que la formation d'une grande éjection de masse coronale. Sa distance au Soleil lors du périhélie était de 0,23 UA, bien à l'intérieur de l'orbite de Mercure.
Après son passage au périhélie, la comète pâlit rapidement et devint invisible à l'œil nu vers la fin mai. Son orbite la conduisit rapidement vers le ciel austral, mais après le périhélie, elle fut l'objet de beaucoup moins d'attentions. La dernière observation connue de la comète eut lieu le 2 novembre 1996.
Hyakutake était passé dans le système solaire interne il y a approximativement 17 000 ans ; des interactions gravitationnelles avec les géantes gazeuses durant son passage de 1996 étendirent considérablement son orbite, et les modifications des coordonnées barycentrique permettent de prédire qu'elle ne reviendra pas avant à peu près 70 000 ans,,.

## Résultats scientifiques

### Passage d'une sonde spatiale dans la queue de la comète
La sonde spatiale Ulysses traversa de façon imprévue la queue de la comète, le 1er mai 1996. Les preuves de cette rencontre ne furent découvertes qu'en 1998. C'est analysant de vieilles données que des astronomes s'aperçurent que des instruments de la sonde spatiale Ulysses avaient détecté une forte chute du nombre de passages de protons ainsi qu'une modification de l'intensité et de la direction du champ magnétique. Ces données indiquaient que la sonde spatiale avait traversé le sillage d'un objet, et plus probablement d'une comète. L'objet « responsable » ne fut pas immédiatement identifié.
En 2000, deux équipes indépendantes analysèrent à nouveau cet évènement. L'équipe chargée du magnétomètre réalisa que les changements de direction du champ magnétique ci-dessus s'accordaient avec ce qu'on pouvait attendre d'une queue de comète constituée de gaz ou plasma. L'équipe chercha des suspects vraisemblables. Aucune comète connue ne fut localisée à proximité du satellite, mais en regardant plus largement, ils s'aperçurent qu'Hyakutake, alors à 500 millions de kilomètres, avait traversé le plan orbital le 23 avril 1996. Le vent solaire avait à ce moment-là une vitesse de l'ordre de 750 km/s, vitesse à laquelle il aurait fallu huit jours à la queue pour être emportée où se trouvait le vaisseau spatial, à 3,73 UA, et approximativement à 45° hors du plan de l'écliptique. L'orientation de la queue d'ions inférée à partir de la mesure du champ magnétique s'accordait avec une source se trouvant dans le plan orbital de la comète Hyakutake.
L'autre équipe, travaillant sur les données du spectromètre de composition ionique du vaisseau, découvrit un pic soudain et important du niveau de détection des particules ionisées au même moment. L'abondance relative des éléments chimiques détectés indiquait définitivement que l'objet responsable était une comète.
En se basant sur la rencontre faite par Ulysses, on sait désormais que la longueur de la queue de la comète s'étendait sur au moins 570 millions de kilomètres (soit 3.8 UA). C'est presque deux fois plus long que la plus longue queue connue auparavant, celle de la Grande comète de 1843, qui avait 2,2 UA de long.

### Composition
Les observateurs terrestre ont identifié la présence d'éthane et de méthane dans la comète. Les analyses chimiques ont montré que leur abondance était à peu près égale, ce qui peut signifier que ses glaces se sont formées dans l'espace interstellaire, à l'écart du Soleil, qui aurait fait s'évaporer ces molécules volatiles. Les glaces d'Hyakutake ont dû se former à des températures de 20 K ou moins, ce qui indique qu'elles se sont probablement formées dans un nuage interstellaire plus dense que la moyenne.
La quantité de deutérium dans les glaces d'eau de la comète ont été déterminées par observations spectroscopiques.
Des rapports deutérium sur hydrogène (connu sous le nom de rapport D/H) d'à peu près 3x10-4 ont été mesurés, à comparer avec une valeur des océans terrestres de l'ordre de 1,5x10-4. L'idée a été avancée que les collisions cométaires avec la Terre aient fournie une part importante de l'eau des océans. Mais le rapport D/H élevé mesuré pour Hyakutake et d'autres comètes telles que Hale-Bopp et la comète de Halley remettent sérieusement cette théorie en cause.

### Émission de rayons X

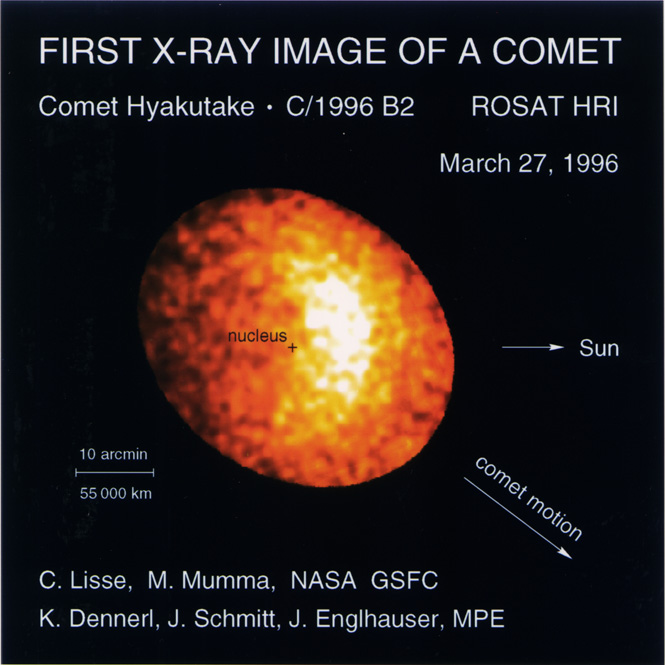
Émission de rayons X de la comète Hyakutake, vu par le satellite ROSAT.

L'une des grandes surprises laissée par le passage d'Hyakutake dans le Système solaire interne fut la découverte qu'elle émet du rayonnement X, grâce à des observations effectuées par le satellite ROSAT qui révéla de très fortes émissions.
C'était la première fois qu'on voyait une comète le faire, mais les astronomes s'aperçurent rapidement que presque toutes les comètes qu'ils avaient alors examinées émettaient des rayons X. L'émission d'Hyakutake était plus brillante et en forme de croissant surplombant le noyau, ses extrémités tournant le dos au Soleil.
On pense que la cause des émissions de rayons X provient d'une combinaison de deux mécanismes :
- l'interaction entre un vent de particules solaires énergétiques avec de la matière évaporée du noyau de la comète est susceptible de contribuer de façon significative à cet effet[22]. On observe la réflexion du rayonnement X du Soleil sur d'autres objets du Système solaire tels que la Lune, mais un calcul simple, même en supposant le ratio maximum de réflectivité aux rayons X par molécule ou par grain de poussière, ne permet pas d'expliquer la majeure partie du flux observé d'Hyakutake l'atmosphère de la comète étant très ténue et très diffuse.
- En 2000, le satellite X Chandra a observé la comète C/1999 S4 (LINEAR). On a déterminé que le rayonnement X de cette comète était majoritairement le produit de collisions avec échanges de charges entre des ions mineurs de carbone, oxygène et azote fortement chargés du vent solaire, et l'eau neutre, l'oxygène et l'hydrogène de la coma.

### Taille du noyau et activité

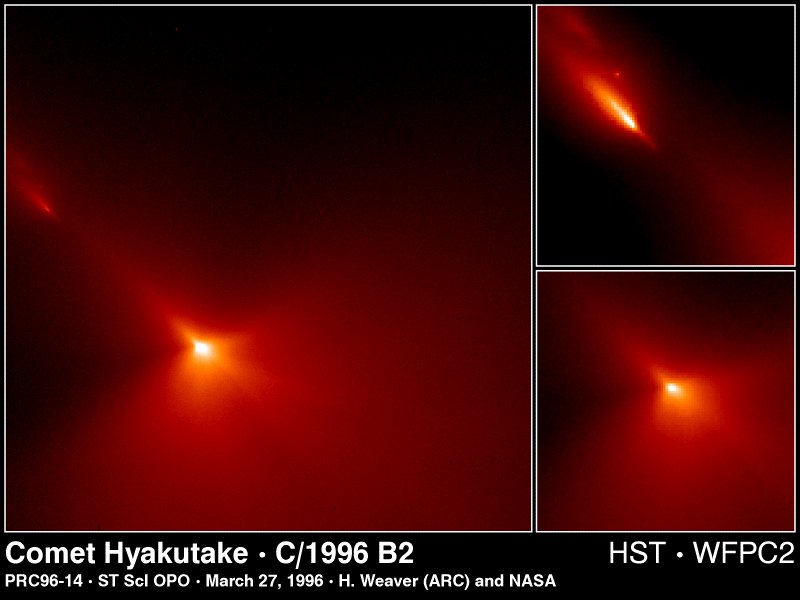
Région autour du noyau cométaire d'Hyakutake, vu par le télescope spatial Hubble. On peut voir des fragments se détacher.

Les résultats des observations radar du radiotélescope d'Arecibo révélèrent que le noyau cométaire mesurait à peu près 2 km de large et était entouré de giclées de particules de dimensions atteignant jusqu'à celles des galets, éjectés à une vitesse de l'ordre de quelques mètres par seconde. Cette mesure dimensionnelle correspond assez bien avec des estimations indirectes utilisant des émissions infrarouges et des observations radio,.
Comparé aux noyaux de la Comète de Halley (à peu près 15 km de large) ou de Hale Bopp (à peu près 40 km), la faible taille du noyau  implique que Hyakutake doit avoir été très active pour devenir aussi brillante. La plupart des comètes dégazent au travers d'une faible partie de leur surface. Le taux de production de poussières fut estimé à peu près à 2 × 103 kg/s au début mars, grimpant jusqu'à 3 × 104 kg/s à l'approche du périhélie. Durant la même période, la vitesse d'éjection de la poussière passa de 50 à 500 m/s
,.
L'observation de la matière éjectée a permis aux astronomes d'établir sa période de rotation. Lors du passage au large de la Terre, on a observé  toutes les 6,23 heures une grosse bouffée de matière éjectée dans la direction du Soleil. Une seconde éjection plus faible à la même périodicité a confirmé que cette durée correspondait bien à la période de rotation du noyau.